# Třída Azmat
Třída Azmat je třída raketových člunů pákistánského námořnictva. Prozatím byly objednány čtyři jednotky této třídy. Jsou to první pákistánské raketové čluny, jejichž trup a nástavby jsou tvarovány s ohledem na redukci radiolokační odrazné plochy.

## Pozadí vzniku
Tendr na dvojici raketových člunů byl vyhlášen v únoru 2010 a v prosinci v něm zvítězila čínská korporace CSIC. Pákistán objednal stavbu dvou jednotek této třídy. První byla postavena v Číně, druhá je stavěna v Pákistánu. Prototypová jednotka Azmat byla postavena loděnicí Xingang Shipyard v Tchien-ťinu. Na vodu byla spuštěna 20. září 2011 a vstoupila do služby 24. dubna 2012. Druhá jednotka Dahshat, postavená loděnicí Karachi Shipyard and Engineering Works (KSEW) v Karáčí, měla být dokončena na konci roku 2012. Do služby vstoupila v červnu 2014.
Následně byla u KSEW objednána stavba třetí a čtvrté jednotky. Třetí jednotka byla na vodu spuštěna v září 2016. Do služby byla přijata v červenci 2017.
Jednotky třídy Azmat:
| Jméno              | Založení kýlu   | Spuštěna           | Vstup do služby   | Status  |
| ------------------ | --------------- | ------------------ | ----------------- | ------- |
| PNS Azmat (1013)   | 22. března 2011 | 20. září 2011      | 24. dubna 2012    | aktivní |
| PNS Dahshat (1014) | říjen 2011      | 16. srpna 2012     | 12. června 2014   | aktivní |
| PNS Himmat (1027)  | 11. srpna 2015  | 17. září 2016      | 28. července 2017 | aktivní |
| PNS Haibat (1021)  | 30. března 2017 | 27. listopadu 2019 | 31. března 2022   | aktivní |

## Konstrukce
Plavidla mají ocelový trup a nástavby ze slitin hliníku. Trup plavidel je tvarován s ohledem na snížení jejich zjistitelnosti (vlastnosti stealth). Hlavňovou výzbroj představuje 25mm dvojkanón ve věži na přídi, který doplňuje jeden 30mm kanón (připomínající ruský systém AK-630). Hlavní údernou výzbroj tvoří osm čínských protilodních střel C-802A s dosahem 180 km. Pohonný systém tvoří čtyři diesely pohánějící čtyři lodní šrouby. Nejvyšší rychlost dosahuje 30 uzlů.